# 遠州鉄道三方原営業所
遠州鉄道三方原営業所（みかたばらえいぎょうしょ）は、遠州鉄道（遠鉄バス・遠鉄観光）の営業所の一つであり、静岡県浜松市内の一部を管轄する。
2023年10月1日ダイヤ改正から運行系統図が細江営業所と共通化されている。
当所の南隣には遠州鉄道直営の自動車整備工場があり、自社車両の整備・検査を行っているほか、一般にも開放している。
1987年11月頃までは三方原営業所は現在の遠鉄ストア初生店のある場所(曳馬野バス停前)にあった。

## 現在の所管路線

### 気賀三ヶ日線
- 40：浜松駅 - 尾張町 - 市役所南 - 葵町 - 追分 - 姫街道車庫 - 聖隷三方原病院（平日の一部便のみ）
- 40：浜松駅 - 尾張町 - 市役所南 - 葵町 - 追分 - 姫街道車庫（土日祝日の一部便のみ）
- 40：浜松駅 - 尾張町 - 市役所南 - 葵町 - 追分 - 姫街道車庫 - 聖隷三方原病院 - 気賀四ッ角 - 気賀駅前
- 40：浜松駅 - 尾張町 - 市役所南 - 葵町 - 追分 - 姫街道車庫 - 聖隷三方原病院 - 気賀四ッ角 - 都筑 - 三ヶ日 - 三ヶ日車庫（気賀駅前は経由しない）
- 老ヶ谷→気賀駅前（平日開校日のみ）
  - かつては気賀三ヶ日線の浜松駅発の最終便に姫街道車庫止まりが存在し、この便も三方原営業所が担当していた。
  - 2023年10月ダイヤ改正で、土曜日に限り気賀行最終便の前に姫街道車庫止まりを新設。車両は三方原営業所だが、細江営業所の乗務員が担当する。
  - 三ヶ日車庫系統は事業者単独では路線維持が困難なことから、国（地域間幹線系統確保維持費国庫補助金）・県（バス運行対策費補助金）を受けて運行している。

### 泉高丘線
- 51：浜松駅 - 市役所前 - せいれい病院 - 和合町 - 泉四丁目- 本田技研 - イオンタウン浜松葵 - 姫街道車庫
- 51：姫街道車庫→イオンタウン浜松葵→本田技研→泉四丁目→和合町→浜松北高→市役所南→伝馬町→浜松駅(平日朝1本のみ)

当路線はかつては浜松北高経由だったが、中田島住吉じゅんかんの7住吉じゅんかん区間が文丘線となる際にせいれい病院経由となった。現在、浜松北高経由は上り1便のみである。
また、他路線と直通している間も51の区間に関しては実験路線であり、51の区間だけではあるが、全便オムニバス化したりEG1CARDを先行導入したりした。詳細は遠鉄バス#年表を参照。
- 2002(?)年から2009年3月まで、毎時1本、聖隷クリストファー大学行き（方向幕は聖隷三方原）が存在したが、現在は全て姫街道車庫止まりである。なお、当該便の廃止の際に40気賀三ヶ日線が毎時1本増便することにより聖隷三方原病院への足を確保した。
  - 系統番号無し(代わりに鳥のマークが付いていた)の泉高丘線として運行開始。車両は泉高丘線専用のバード号が使用された。
  - その後バード号での運行を廃止し、通常の路線車での運行となる。また、系統番号が51、4 中田島線との浜松駅通過系統となり、4・51 中田島泉高丘線となるが、数年後に 4 8-22 中田島佐鳴湖線となった為、51 泉高丘線となる。
  - 2002年10月1日：それまで中田島佐鳴湖線だった4が再び中田島泉高丘線として51と直通開始。
  - 2008年3月15日：4との直通終了。それぞれ中田島線・泉高丘線として独立し現在に至る。
  - 2009年3月14日：聖隷三方原病院・聖隷クリストファー大学乗り入れ廃止。全便姫街道車庫止まりに。
  - 2010年7月1日：「フジコーポレーション」バス停を、「遠鉄ストアフードワン泉店」に名称変更。
  - 「高丘六地区」が「高丘北会館東」に名称変更されている。
  - 「ロックタウン浜松葵」が「イオンタウン浜松葵」に名称変更されている。

### 高台線
- 41：浜松駅 - ゆりの木通り - 市役所南 - 葵町 - サニーサイドガーデン東 - 花川運動公園
- 41：浜松駅 - ゆりの木通り - 市役所南 - 葵町 - 花川運動公園
- 41：浜松駅 - ゆりの木通り - 市役所南 - 葵町 - 基地北門 - サニーサイドガーデン東 - 花川運動公園（一部便はファイブガーデンズを経由しない）
  - 瑞穂橋より先の区間は浜松駅を19:30以降に出発する便に限り、フリー降車が可能である。

### 都田線
- 46：浜松駅 - ゆりの木通り - 市役所南 - 葵町 - 曳馬野 - 都田口 - 常葉大学正門 - 都田 - 都田駅前（平日（上りは開校日）のみ運行）
- 46：浜松駅 - ゆりの木通り - 市役所南 - 葵町 - 曳馬野 - 都田口（ - 常葉大学正門） - 都田 - 都田車庫（都田駅前寄らず）
- 46-ﾃ：浜松駅→ゆりの木通り→市役所南→葵町→曳馬野→都田口→テクノ中→都田車庫→都田駅前
- 46： 都田駅前→都田車庫→テクノ中→曳馬野→葵町→ゆりの木通り→浜松駅
  - 1999年、46-テ番が誕生した。遠鉄バスで唯一カタカナを含む番号であり、原則として半角で表記される。
  - 2005年4月1日、都田駅前 - 滝沢東は滝沢線として分離された。
  - 46-テ番は46番からテクノ系統へ行く、という意味であるため、46の経路からテクノ系統となる下り（浜松駅→都田駅前）では46-テ番で案内されるがテクノ系統から46に入る上り（都田口→浜松駅）では単に46と案内される。都田駅前から都田口までは誤乗防止の為、LED幕車では46-テと表示されている。同様の現象は8-22・9-22・8-33・8-35（現在は8-35は廃止）でも起こっている。
  - 2013年3月16日、テクノ経由のフルーツパーク行きが誕生した。
  - 2022年10月1日のダイヤ改正で一部の便が47 葵町医大線に振り替えられた。
  - 2023年4月1日のダイヤ改正でフルーツパーク発着系統は56萩丘都田線に移管。
  - 都田駅前行と都田車庫行（常葉大学正門経由を除く）の都田より先の区間は降車専用となっている。
  - テクノ経由都田駅前行の都田車庫から先の区間は降車専用となっている。
  - テクノ系統の都田南小学校→沢上口間は浜松駅を19:30以降に出発する便に限り、フリー降車が可能である。なお、テクノ中→沢上口間は56萩丘都田線と重複しているが56萩丘都田線ではフリー降車が設定されていない。
  - 「三方原公民館」が「三方原協働センター」に名称変更されている。
  - 「西部特別支援学校」が「都田口南」に名称変更されている。
  - 「医療専門学校前」が「常葉大保健医療学部前」に名称変更されている（「浜大保健医療学部前」の後）
  - 「浜松大学東」が「常葉大学東門」に名称変更されている。
  - 「浜松大学前」が「常葉大学正門」に名称変更されている。

### 中ノ町磐田線
- 80：浜松駅 - 子安 - 浜松アリーナ - 橋羽 - 中ノ町
  - かつては三方原営業所も磐田営業所バス停まで担当していた為、方向幕は「８０ 磐田駅 浜松駅」となっている。

### 山の手医大線
- 50：浜松駅 - 伝馬町 - 市役所前 - 小豆餅 - 浜工高前 - 三方原営業所  - 医科大学
  - 1986年4月1日、市営バス山の手線を引き継いだ路線と 80 袋井浜松線(橋羽経由)(現在の 80 中ノ町磐田線の旧称)を浜松駅通過系統とし、50・80 磐田山の手線として運行開始される。尚、運行開始当時は、日中は20分おきに医科大学行きと小豆餅止まりが交互に運行されていたが、後に全てが医科大学行きとなる。
  - 2006年3月末で路線分断し、50が山の手医大線、80が中ノ町磐田線となる。これにより80への直通系統はほぼ解消し、2008年3月のダイヤ改正で完全に消滅した。
  - かつて50市役所、山の手経由気賀駅前行きが平日の朝1、2本のみ運行されていた。50医科大学系統の方向幕はあずき地に白文字であるが、気賀駅前行きの方向幕は他の路線と同じものであった。(担当は細江営業所だった。)
  - 路線名に「山の手」とあるが、この路線に山の手という名称の付いたバス停は浜松市営バス時代から1つも無い。
- 市営バス時代は、浜松駅 - 医科大学において市営バスが山の手線、遠鉄バスが医大じゅんかんという形で輸送競争を繰り広げていた。
  - 医大じゅんかんは通勤・通学輸送化したのに対し、山の手医大線はウィークエンドライナーも出る基幹路線となっている。
  - レイニーバス・新学期続行運行時などに限り、浜松駅→学芸高校前→常楽寺→浜松学院高校→青少年の家入口→城北工高→浜工高前の直通便を運行する。
  - 「興誠高校」が「浜松学院高校」に名称変更されている。
  - 「あいホール青年女性センター入口」が「あいホール」に名称変更されている。（一度「あいホール」に名称変更されているが、改装のため「幸中」に変更され、再度「あいホール」に変更されている）
  - 2025年3月21日:「浜松学院高校」を「浜松学院興誠高校」に名称変更。

### 医大じゅんかん

#### 葵町医大線
- 47：医科大学→三方原営業所→浜工高前→曳馬野→葵町→市役所南→ゆりの木通り→浜松駅（平日夕方1便のみ運行。）

#### 概要
- 浜松医科大学が開校して暫くするまでは、曳馬野循環(ひらがなの「じゅんかん」ではない)という路線名であった。
- 2003年までは、47葵町まわりは高町経由であった。また、57浜松中央署まわりは無く、67日赤まわり(浜松駅 - 尾張町 - 日赤病院前 - 上島 - 有玉南 - 医科大学)として運行されていた。47葵町まわり、67日赤まわり共に日中は30分に1本の運行本数であり、朝晩には47高町経由は医科大学発着(三方原営業所が現在地に移転する前は、一部曳馬野発着)、67日赤経由は三方原営業所(三方原営業所が現在地に移転する前は曳馬野)発着または医科大学発着の区間便もあった。後に47葵町まわりは43〜45引佐・渋川・奥山線と同時に市役所経由に、67日赤まわりは57浜松中央署まわりに路線変更された。
- 方向幕は1980年代までは47葵町まわりは「47 葵町回り医大じゅんかん」で統一されていたが、その後「47 葵町まわり医大じゅんかん」と「回り」と「まわり」が混在する様になり、67日赤まわりが57浜松中央署まわりになってからは「47 高町葵町医大じゅんかん」となった。67日赤まわりも47葵町まわりと同じく「回り」と「まわり」が混在している時期があった。特に「まわり」は浜松営業所、富塚営業所(現在どちらも廃止)のバスでみられ、4 7 中田島住吉じゅんかん(現在7の区間は廃止)、8 91 鶴見富塚じゅんかんの運行開始時の頃より「まわり」になっている。(中田島住吉じゅんかん、鶴見富塚じゅんかんの方向幕も「まわり」である。)因みに57浜松中央署まわりは「57 市役所浜松中央署医大じゅんかん」である。
- 「じゅんかん」であった頃は、三方原営業所バス停(三方原営業所が現在地に移転する前は曳馬野バス停)で乗務員が交代する光景がしばしば見られた。
- 2004年3月31日までは、上述の通り浜松駅から医科大学を経由して浜松駅まで通し運転されていた。47が葵町まわり、57が浜松中央署まわりであり、本当の意味での循環線であった。またこの頃は浜松営業所、富塚営業所と浜松南営業所(現在は全て廃止)も担当していたが、現在では47は医科大学止まり、57は廃止され、「じゅんかん」とは言えない状態である。
- 浜松駅-医大・循という定期券があり、この定期券を持っていると医大じゅんかん全線と医大じゅんかんの中のバス停（例えば浜松駅や三方原営業所から市営グランドまで等）の乗り降りも出来た。
- 2010年4月1日のダイヤ改正で通勤輸送となり1日当たり数便となった。
- 1980年代には他の路線が21時台で最終便が出てしまっていた中、医大じゅんかんの葵町経由曳馬野行きのみが22時台に1便運行されていた。
- 浜松駅ののりば別時刻表「ポケジ」や車内の三方原営業所管轄路線図では47が葵町医大線、57が中央署医大線となっている。但し、路線別時刻表やバス路線図では上述の通り「じゅんかん」ではないのにもかかわらず現在も路線名は医大じゅんかんである。
- 市営バス山の手線（現:山の手医大線）と競合して浜松駅 - 医科大学の輸送競争をしていた時期も有った。
- 2018年8月30日に、2018年9月28日で57 中央署まわり医大じゅんかん(中央署医大線)の運行を終了する旨が遠鉄バスのホームページに掲載された。
- 2022年4月1日のダイヤ改正では平日便が浜松駅行き、医科大学行きそれぞれ1本のみだった。
- 2022年10月1日のダイヤ改正では46 都田線から一部の便が振り替えられ、平日便が浜松駅行きが3本、医科大学行きが4本に増便された。
- 2023年10月1日のダイヤ改正で再び大幅減回となり、上り1本のみ運行となる。

### 萩丘都田線

#### 三方原系統（旭ヶ丘線）
- 53：浜松駅 - 伝馬町 - 市役所前 - 浜松中央署 - 萩丘住宅 - 小豆餅 - 旭ヶ丘 - 三方原営業所 - 染地台3丁目（きらりタウン）
- 53：三方原営業所→旭ヶ丘→小豆餅→萩丘住宅→市役所前→伝馬町→浜松駅（平日のみ運行）
- 53：浜松駅 - 伝馬町 - 市役所前 - 浜松中央署 - 萩丘住宅 - 小豆餅 - 旭ヶ丘 - 三方原営業所 - 染地台3丁目 - ニコエ・春華堂浜北工場（土日祝日1往復のみ）

#### 都田系統
- 56：浜松駅 - 伝馬町 - 市役所前 - 浜松中央署 - 萩丘住宅 - 小豆餅 - 浜工高前 - カインズモール都田 - テクノ中 - 都田駅前（ - フルーツパーク）
- 56：啓陽高校入口→浜工高前→小豆餅→萩丘住宅→浜松中央署→市役所前→伝馬町→浜松駅（平日開校日のみ運行）
- 53：啓陽高校→浜工高前→小豆餅→萩丘住宅→浜松中央署→市役所前→伝馬町→浜松駅（平日開校日のみ運行、閉校日は53三方原営業所発旭ヶ丘経由浜松駅行となる。）
- 浜松駅 - 啓陽高校（直通）（開校日のみ運行）

#### 概要
- 旭ヶ丘線という路線名称は正式には52にのみ割り当てられていた路線名で、社内や浜松駅13のりば時刻表では52と53をまとめて旭ヶ丘線と呼んでいた。52が廃止された現在は、路線図等からは旭ヶ丘線が消滅している[2]が、社内や浜松駅13のりば時刻表では引き続き53を旭ヶ丘線と呼んでいることがある。
- 55と56はかつてはフルーツパークへ乗り入れる便が存在した。
- 染地台三丁目発着便は、毎日上りは朝のみ、下りは午後のみ運行。
- 染地台三丁目系統は事業者単独では路線維持が困難なことから、国（地域間幹線系統確保維持費国庫補助金）・県（バス運行対策費補助金）の補助を受けて運行している。
- 浜松駅発染地台三丁目/ニコエ・春華堂浜北工場行で、三方原営業所以降の区間は降車専用となっている。
- 都田系統の都田車庫以降の区間は降車専用となっている。
- 「清徳学園」「清徳学園入口」がそれぞれ「啓陽高校」「啓陽高校入口」に名称変更されている。
- 「日赤病院西」が「少林寺入口」に名称変更されている。
- 「浜松ソーラー」が「旭ヶ丘北」に名称変更されている。

| 存在する路線番号 | 年代       | 備考 |
| ---------------- | ---------- | --- |
| 56               | 1986/??/?? | 56 は 63 都田線(日赤、豊隆団地経由)であった |
| 653 56           | 1986/04/01 | 市営バス萩丘線を引き継いだ路線と95 大塚線との浜松駅通過系統となり、653 大塚萩丘線として運行開始。                                                        |
| 653 56           | 1987/12/?? | 三方原営業所が現在地へ移転する前は現在の遠鉄ストア初生店にあったが53は小豆餅止まりであったが、移転後は旭ヶ丘経由三方原営業所行きとなり、路線延長された。 |
| 553 56           | 19??/??/?? | 1987/12/??の数年後に653 大塚萩丘線の浜松駅より先が 5 36 江之島ひとみヶ丘線の 5 江之島方面と入れ替わり、5 53 江之島萩丘線となる。                         |
| 53 56            | 1995/??/?? | 5 53 江之島萩丘線の江之島方面と萩丘方面が分離する |
| 52 53 55 56      | 1996/??/?? | 56 を豊隆団地経由から萩丘住宅経由に変更し、豊隆団地・旭ヶ丘経由三方原営業所行きの52 と、萩丘住宅・曳馬野経由都田駅行きの55 の新設。                      |
| 52 53 56         | 2001/03/?? | 55 が廃止された。 |
| 52 53 56         | 2003/04/?? | 52 53 の半田山中へ乗り入れを開始。 |
| 52 53 56         | 2008/04/01 | 52 53 56 都田南小学校経由からカインズモール都田経由に経路変更した。                                                                                      |
| 53 56            | 2010/3/31  | 52浜松駅 - 伝馬町 - 市役所前 - 豊隆団地 - 旭ヶ丘 - 三方原営業所（ - 半田山中）は廃止、旭ヶ丘線が路線図等から消滅。                                       |
| 53 56            | 2010/4/1   | 53きらりタウン発着系統を新設。 |
| 53 56            | 2020/10/1  | 53きらりタウン経由ニコエ・春華堂浜北工場発着を新設。 |
| 53 56            | 2023/10/1  | 56フルーツパーク発着系統を46・46-ﾃ都田線から移管。 |
| 53 56            | 2025/3/21  | 53平日昼1便のみとなっていた半田山中発浜松駅行運行終了。半田山中乗り入れ廃止。                                                                            |

### 和合西山線
- 48：浜松駅 - 常盤町 - 市役所前 - 下池川町 - 和合町 - 西山
- 48：浜松駅 - 常盤町 - 市役所南 - 浜松北高 - 和合町 - 西山（平日朝の一部便のみ）
- 58：浜松駅 - 常盤町 - 市役所前 - せいれい病院 - 和合町 - 西山

### 引佐線
- 43：浜松駅 - ゆりの木通り - 市役所南 - 葵町 - 追分 - 三方原 - 根洗 - 金指 - 気賀駅前
  - 本系統は事業者単独では路線維持が困難なことから、国（地域間幹線系統確保維持費国庫補助金）・県（バス運行対策費補助金）の補助を受けて運行している。
- 43：浜松駅 - ゆりの木通り - 市役所南 - 葵町 - 追分 - 三方原 - 根洗 - 聖隷三方原病院

### 奥山線
- 45：浜松駅 - ゆりの木通り - 市役所南 -  葵町 - 追分 - 三方原 - 根洗 - 金指 - 井伊谷 - 奥山
- 45：浜松駅 - ゆりの木通り - 市役所南 -  葵町 - 追分 - 三方原 - 根洗 - 聖隷三方原病院 - 金指 - 井伊谷 - 奥山（平日の午前中の便のみ）
  - 本路線は事業者単独では路線維持が困難なことから、国（地域間幹線系統確保維持費国庫補助金）・県（バス運行対策費補助金）の補助を受けて運行している。
  - 平日朝1便のみ井伊谷発浜松駅がある。
  - 下りにおいて、小斉藤→奥山間は降車専用となる。
  - 神宮寺より先の区間は浜松駅を20時以降に出発する便に限り、フリー降車が可能である。

### 浜北医大三方原聖隷線
- 100：浜北駅 - 小松駅 - 西部免許センター - 内野台一丁目 - 染地台三丁目 - 医科大学 - 三方原営業所 - 都田口 - 聖隷クリストファー大学 - 聖隷三方原病院
  - 本路線は事業者単独では路線維持が困難なことから、国（地域間幹線系統確保維持費国庫補助金）・県（バス運行対策費補助金）の補助を受けて運行している。

## 車両
- 小松駅のバス停留所は後退して入線するため、三方原営業所はツーステップバスにもバックモニターがついている。但し、旧・天竜営業所や、細江営業所とは異なり、全車両バックモニターがついているわけではない。（浜松東営業所と同様）　また、都田線滝沢東系統の狭隘区間運行の名残とも考えられる。
- 三方原営業所は、遠鉄の中では比較的様々なメーカー・車種を導入しており、比較的車種数が豊富である。尚、1986年まではいすゞ車のみであったが、1987年に元来三菱ふそう車のみであった旧・舘山寺営業所と浜松西営業所(旧・雄踏営業所)以外の営業所として初めて三菱ふそう車(この時は1834〜1837号車)が納入され、これ以降細江営業所や旧・浜松南営業所等、元来三菱ふそう車が全く納入されていなかった他の営業所にも、三菱ふそう車の納入が増えていった。